# Cladosporium leprosum
Cladosporium leprosum är en svampart som beskrevs av Morgan-Jones 1977. Cladosporium leprosum ingår i släktet Cladosporium och familjen Davidiellaceae.   Inga underarter finns listade i Catalogue of Life.